# Dead Nittels
Die Dead Nittels sind eine österreichische Punkband aus Wien.

## Geschichte
Die Band wurde 1980 von den Brüdern Manfred und Josef Schäffer sowie Herbert Langer gegründet. Alle drei waren vorher in anderen musikalischen Subkulturen aktiv, Manfred Schäffer spielte in einer Progressive-Rock-Band namens Alcatraz. Das Erweckungserlebnis kam schließlich über einen Fernsehauftritt der Sex Pistols und ein Konzert der Wiener Punkband Chuzpe 1979 als Opener für The Clash. Chuzpe spielten dort ein Cover von Joy Division, das Schäffer direkt faszinierte.
Die Dead Nittels wurden nach dem ermordeten SPÖ-Stadtrat Heinz Nittel und in Anlehnung an die amerikanische Hardcore-Punk-Formation Dead Kennedys benannt. Letztere besuchten Wien etwa zum Zeitpunkt der Bandgründung. Bereits die Namensgebung 1981 veranlasste die Mainstream-Unterhaltungsindustrie und die Medien zum Boykott der Gruppe. Kurz darauf kam Sänger Christian „Hulk“ Koczera zur Band. Die Band probte in der Wiener Gassergasse im autonomen Jugendzentrum GaGa. Dort veranstalteten sie auch Konzerte und gehörten zur ersten Welle der Wiener Punkszene.
Die Band veröffentlichte 1982 das erste Tape A.N.W.L., die auch als „Grüne Kassette“ bekannt wurde und sich im Wiener Underground schnell verbreitete. Das Album wurde auf einem 4-Spur-Band in einem Kellerstudio aufgenommen. Die Musik wurde live eingespielt, der Gesang später ergänzt.
Zum Bandslogan wurde „Leckt’s uns am Arsch: In Zeiten wie diesen.“. Der Spruch entstand bei einer Fotosession und bezog sich auf den SPÖ-Slogan „In Zeiten wie disen“ von Bruno Kreisky bei der Nationalratswahl in Österreich 1983.
1984 war die Band zusammen mit Konstantin Wecker auf dem Soundtrack zum Film Atemnot zu hören, der im Punkmilieu von Wien spielt. Im Film ist ein Auftritt der Band im Gaga zu sehen, bei der allerdings Koczera kurzzeitig durch Bernhard „Bernie“ Schwab ersetzt wurde, nachdem er die Band im Streit verlassen hatte.  1983 erschien die EP Anti New Wave League. Das Review zur EP im US-amerikanischen Fanzine Maximumrocknroll  wurde 1984 von Pushead sehr wohlwollend besprochen. Die EP wurde über die Gage aus dem Atemnot-Film finanziert.
1984 kehrte Koczera wieder zurück. Die Band spielte im Anschluss als Vorband für die UK Subs und später auch für GBH. In den 1990ern wandelte sich der Sound mehr in Richtung Metal. In dieser Zeit entstanden die selbst produzierten CDs Klamauk und Letzte Ausfahrt Simmering.
2013 veröffentlichte das Label Rave Up Records eine Kompilation unter dem Titel Early Songs 1981–1983. Die EP wurde 2020 auf Bachelor neu veröffentlicht. 2022 folgte eine Neuveröffentlichung der ersten Kassette als LP über Bachelor Archives.
Die Band ist auch heute noch aktiv und spielt gelegentlich live.

## Musikstil
Die Band spielt harten Hardcore-Punk mit derben wienerischen Songtexten voller Untergriffe gegen die Wertvorstellungen der österreichischen Gesellschaft und stark politischen Inhalten. Musikalisch orientierte man sich weniger am damaligen US-Punk wie der Namensinspiration Dead Kennedys, sondern eher am UK-Punk wie GBH und UK Subs und deutschen Bands wie Toxoplasma, Slime  und Daily Terror.

## Diskografie

### Alben
- 1982: A.N.W.L. (Eigenproduktion als MC)
- 1988: The Dead Nittels (Eigenproduktion als MC)
- 1992: Klamauk (Eigenproduktion als CD)
- 1995: Letzte Ausfahrt Simmering (Eigenproduktion als CD)

### EPs
- 1983: Anti New Wave League (7'', Eigenproduktion)

### Kompilationen
- 2013: Early Songs 1981–1983 (Rave Up Records)